# Toyota TF107
Chronologie des modèles (2007)
Toyota TF106 Toyota TF108
La Toyota TF107 est la monoplace de Formule 1 engagée par Toyota dans le Championnat du monde de Formule 1 2007.
Présentée le 12 janvier 2007, elle est pilotée par l'Allemand Ralf Schumacher et l'Italien Jarno Trulli. Le pilote d'essais est le Français Franck Montagny.

## Historique

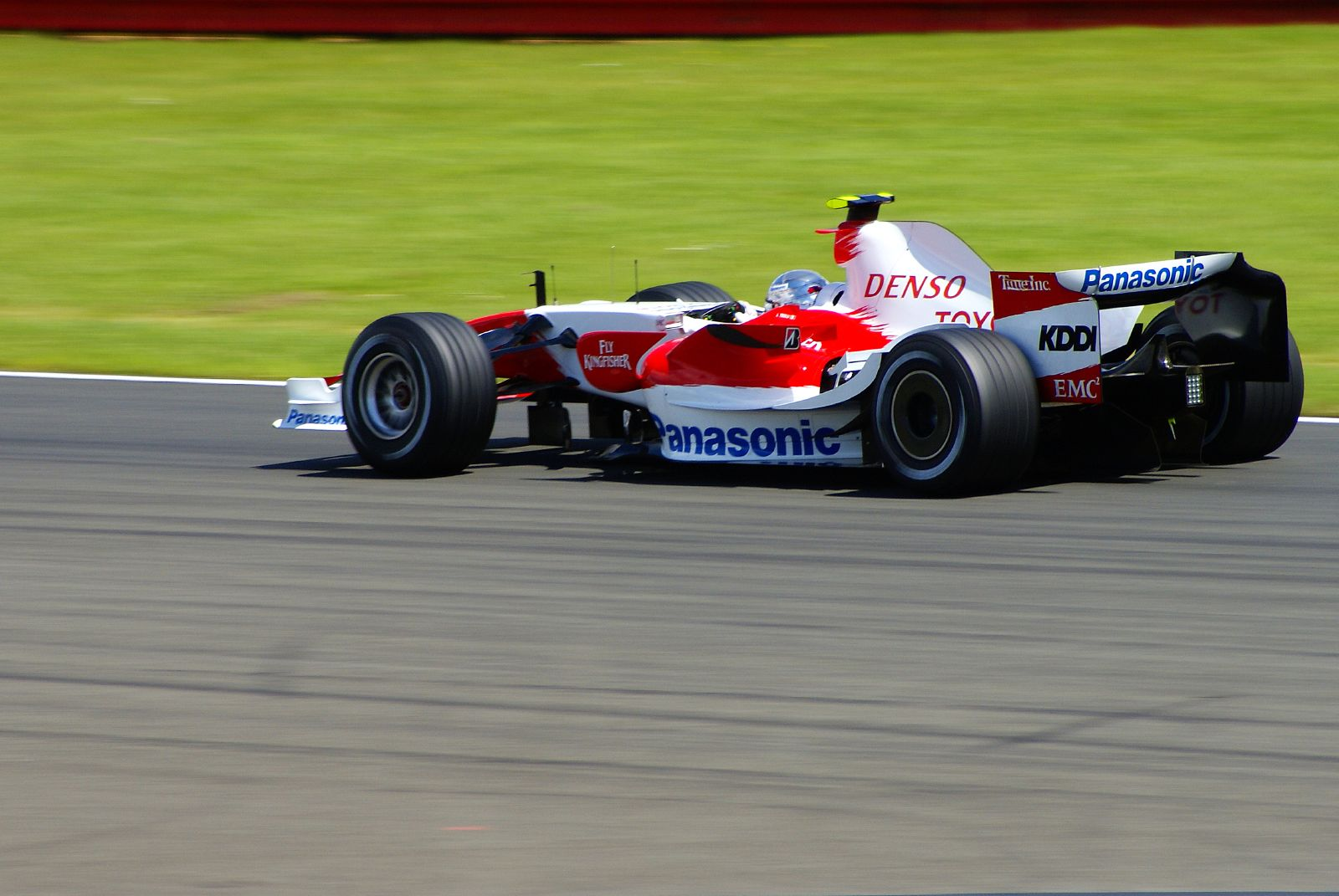
Jarno Trulli au volant de la Toyota TF107 au Grand Prix de Grande-Bretagne

Depuis son accession à la discipline reine du sport automobile, le constructeur japonais Toyota a alloué à son écurie un des plus gros budget du plateau, sans que des résultats en rapport avec ces investissements ne se fassent jour. En 2007, avec l'entrée en vigueur de la règle du manufacturier de pneus unique (Bridgestone, qui fournissait Toyota depuis 2006), l'arrivée à maturation souhaitable d'orientations techniques étrennées depuis quelques années et un tandem de pilotes expérimenté et vainqueur de Grands Prix, l'écurie de Cologne a toutes les raisons d'espérer un bond en avant.
Cependant dès les premières courses de la saison, Trulli et Schumacher sont même battus par les Williams FW29 de Nico Rosberg et Alexander Wurz, équipées du même moteur et de la même boîte de vitesses. Chacun des deux pilotes de l'écurie obtient une sixième place, meilleur résultat de l'écurie cette saison, autant en qualifications qu'en course, même si Schumacher s'élance cinquième en Hongrie après la pénalité infligée à Fernando Alonso
Si la saison 2006 n'avait pas été excellente, avec 35 points et une sixième place au classement constructeurs, bien inférieurs aux performances de 2005, 2007 est pire avec 13 points et une sixième place au classement grâce au déclassement de McLaren-Mercedes. Les rumeurs de licenciement de Ralf Schumacher, qui avaient agité le paddock dès le début de la saison se confirment : il est remplacé en 2008 par son compatriote Timo Glock.

## Palmarès
Voici le palmarès de la Toyota TF107 :
- 34 départs en Grands Prix : (Ralf Schumacher : 17, Jarno Trulli : 17)
- 10 abandons : (Ralf Schumacher : 6, Jarno Trulli : 4)
- Meilleure qualification : Ralf Schumacher : 5e (Hongrie), Jarno Trulli : 6e (Espagne)
- 13 points marqués (Ralf Schumacher : 5, Jarno Trulli : 8)
- Comparatif Qualifications : Jarno Trulli devance Ralf Schumacher 14 fois sur 17 courses
- Comparatif Course : Jarno Trulli devance Ralf Schumacher 10 fois sur 17 courses

La Toyota TF107 n'a jamais réalisé le meilleur tour en course.

### Résultats en championnat du monde de Formule 1
| Saison | Écurie                  | Moteur        | Pneus       | Pilotes         | Courses | Courses | Courses | Courses | Courses | Courses | Courses | Courses | Courses | Courses | Courses | Courses | Courses | Courses | Courses | Courses | Courses | Points inscrits | Classement |
| Saison | Écurie                  | Moteur        | Pneus       | Pilotes         | 1       | 2       | 3       | 4       | 5       | 6       | 7       | 8       | 9       | 10      | 11      | 12      | 13      | 14      | 15      | 16      | 17      | Points inscrits | Classement |
| ------ | ----------------------- | ------------- | ----------- | --------------- | ------- | ------- | ------- | ------- | ------- | ------- | ------- | ------- | ------- | ------- | ------- | ------- | ------- | ------- | ------- | ------- | ------- | --------------- | ---------- |
| 2007   | Panasonic Toyota Racing | Toyota RVX-07 | Bridgestone |                 | AUS     | MAL     | BAH     | ESP     | MON     | CAN     | USA     | FRA     | GBR     | EUR     | HON     | TUR     | ITA     | BEL     | JAP     | CHI     | BRÉ     | 13              | 6e         |
| 2007   | Panasonic Toyota Racing | Toyota RVX-07 | Bridgestone | Ralf Schumacher | 8e      | 15e     | 12e     | Abd     | 16e     | 8e      | Abd     | 10e     | Abd     | Abd     | 6e      | 12e     | 15e     | 10e     | Abd     | Abd     | 11e     | 13              | 6e         |
| 2007   | Panasonic Toyota Racing | Toyota RVX-07 | Bridgestone | Jarno Trulli    | 9e      | 7e      | 7e      | Abd     | 15e     | Abd     | 6e      | Abd     | Abd     | 13e     | 10e     | 16e     | 11e     | 11e     | 13e     | 13e     | 8e      | 13              | 6e         |

Légende : ici 